# 카닐료
카닐료(카탈루냐어: Canillo)는 안도라의 교구 중의 하나이다. 또한 카닐료는 교구 내에 있는 마을이기도 하다.

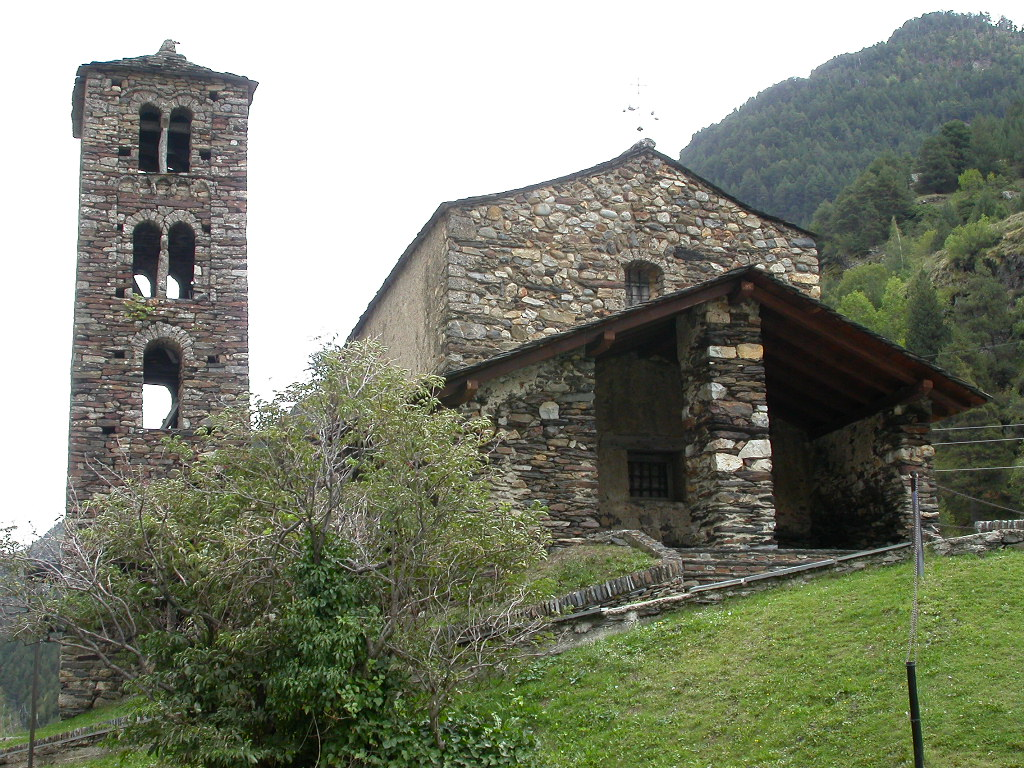